# General Rahm Kota
Rahm Kota es un Caballero Jedi de ficción del universo de Star Wars y aparece por primera vez como personaje secundario en el videojuego Star Wars: El Poder de la Fuerza
Rahm Kota fue durante las Guerras Clónicas un importante general que peleó contra los Separatistas.

## Guerras Clon
Desde que crearon los clones, Kota nunca les tuvo confianza y solicitó al Consejo Jedi crear una guardia de soldados únicamente para él, (los primeros soldados rebeldes) formados por ladrones, amigos e inclusive prisioneros de guerra de la Confederación. 
Cuando la Orden 66, los soldados clones que fueron a investigación trataron de matar a Kota, pero no lo lograron gracias a las habilidades de este, pero mataron a su Padawan, Falon Grey, y unos cuantos soldados suyos. Él huyó junto al Capitán de la Guardia hacia Nar Shadda donde formaron durante años una resistencia clandestina conocida como "Los Número Uno", robando naves del Imperio y armamento.

## Guerra Civil Galáctica
Con el paso de los años, Kota se hacía más sediento de venganza hacia Palpatine por el destino que le tocó como prófugo. Decidió atacar una guardia de senadores imperiales con su numeroso ejército. Por mucho tiempo atrajo la atención del imperio pero Vader lo ignoraba bastante. Llegó el momento en que Vader envió a Starkiller su joven aprendiz a pelear contra Kota. 
Rham no podía creer que se trataba de un muchacho. Estaba preparado para pelear con los mejores asesinos imperiales, pero Darth Vader había enviado a un niño. Kota estaba muy confiado en que iba a ganar el duelo, pero cuando comenzó a pelear se dio cuenta de que el aprendiz de Vader era más fuerte de lo que pensaba y sin decir más, Starkiller lo derrotó y le cortó la mitad de los ojos. Sin embargo Kota sobrevivió. 
Cayó en un puerto de Nar Shadda y uno de sus soldados lo reconoció. Lo metieron en un tanque bacta y se recuperó rápidamente. Se quedó en Nar Shadda, pero cuando los soldados dejaron de hacer el trabajo lo abandonaron y su fiel capitán de la guardia fue asesinado a tiros por unos guardias imperiales. Posteriormente llegó a la Ciudad de las Nubes, en Bespin, donde cayó en la bebida y fue perdiendo su conexión con la Fuerza. Entonces al paso de los meses vino un joven muchacho a ayudarlo, cuando Kota le preguntó su nombre, este dijo que se llamaba Galen Marek, y que quería información acerca de Bail Organa. Kota accedió, y el antiguo aprendiz de Darth Vader se volvió al lado como él le había dicho justo antes de que este lo derrotara en el duelo de la nave rebelde. 
Bespin estaba siendo investigado por el Emperador Palpatine (Darth Sidious) como sede de entrenamiento de los futuros Shadow Troopers y envió a un asesino llamado Shadow Guard para que controlara la anarquía en el planeta. Shadow Guard descubrió que Starkiller estaba ahí y tuvo una pelea con este, Starkiller lo venció y Shadow Guard quedó sumamente herido, pero juró venganza. Kota y Starkiller escaparon en la Rogue Shadow, la nave de Juno Eclipse. Más adelante Kota le revelaría que Bail Organa había ido a Felucia buscando a la maestra Shaak Ti. Starkiller rescató a su hija Leia en Kashyyyk siendo retenida por unos imperiales y más adelante a Organa en Felucia siendo rehén de la loca aprendiz de la difunta Shaak Ti, Maris Brood. 
Más tarde, Vader se comunicaría con su aprendiz y le encomendaría la misión de volver a Raxus Prime y destruir la fábrica de Destructores Estelares del Emperador. Todo esto era parte de un plan para hacer que los senadores opositores se uniesen a la causa rebelde. Cuando Starkiller logra internarse en la fábrica de destructores recibió órdenes estrictas de Kota quien le dijo que destruyese el Enlace Celestial, un superdestructor que causaría mucho daño. Pero entonces apareció nuevamente Shadow Guard y luchó contra Starkiller, pero el aprendiz de Vader lo mató estrellándolo contra el extractor de magma que usaba la fábrica para hacer los destructores. Una vez destruidos la fábrica y el guardia, el próximo punto de encuentro sería Bespin en La Ciudad de las Nubes, donde Bail Organa había recibido noticias de un senador opositor a la causa Imperial. 
Starkiller fue y habló con Lobot, el comisionado de la ciudad, quien le dijo que el senador había sido secuestrado por Cho'ppa, cuando el aprendiz Sith le preguntó a Kota quién era este, el Jedi le contestaría simplemente "una basura ambulante". Star Killer llegó a la fortaleza Mandaloriana de Cho'ppa en la Ciudad de las Nubes y encontró un cazarrecompensas Gungan llamado Kleef que se batió en duelo con él y el Sith le ganó dejándolo caer kilómetros bajo la ciudad flotante. Más tarde, el Sith encontró a Cho'ppa y lo mató, liberando así el senador quien gustosos se unió a la causa de los rebeldes.
Luego, Kota llevó a Juno y a Starkiller a Corellia, lugar donde se desarrollaría una importante reunión de la Alianza Rebelde. Pero en poco tiempo, Vader descubrió el planeta y organizó una tremenda invasión capturando a todos los líderes rebeldes incluyendo a Kota. 
Fueron llevados a una enorme estación en construcción sobre el espacio de Sullust, donde el Emperador los vería y los interrogaría de forma violenta. Entonces Starkiller llegó y luchó contra Vader. Fue un largo duelo y Vader salió gravemente herido con su máscara afuera (casi muerto) y su antiguo aprendiz a punto a de matarlo. 
Palpatine le gritó que lo hiciera, así se le uniría como aprendiz, pero atacó y derrotó al Emperador pero cuando iba a darle muerte Kota intervino y le persuadió de que no lo hiciera evitando así que cayera en el Lado Oscuro de la fuerza. El Emperador atacó entonces a traición a Starkiller ocasionándole la muerte. Juno metió la nave en el salón del trono, y los rebeldes pudieron escapar con excepción de Starkiller que fue asesinado a manos de Palpatine. Poco después, Kota, Juno, Bail Organa y Leia Organa se reunirían en Kashyyyk decidiendo el futuro de la Alianza Rebelde, usando el escudo de la Familia Marek como emblema de la Alianza.
Un tiempo después, Nota, consagrado como general rebelde, fue capturado por los aliados del Imperio, aunque salvado por el clon de Starkiller. Aunque no creía que él fuera un clon, ya que nunca se había podido clonar un Jedi, decidieron volver a la base de la Alianza Rebelde, donde Starkiller desvelaría todos sus conocimientos sobre Kamino. Kota lideró el escuadrón rebelde y con ayuda de Starkiller consiguieron capturar temporalmente a Vader y conquistar Kamino.

## Apariciones
Star Wars: Battlefront (primera aparición)
Star Wars: The Force Unleashed (segunda aparición)
Star Wars: The Force Unleashed II (tercera aparición)